# Азид натрия
Ази́д на́трия — неорганическое вещество с формулой NaN3. Бесцветная соль азотистоводородной кислоты является газообразующим компонентом во многих системах подушек безопасности.
Как самый доступный азид используется для получения других азидов. Имеет высокую растворимость в воде. Высокотоксичен.

## Структура
Азид натрия — ионное твёрдое вещество, существующее в двух полиморфных формах: ромбовидной и гексагональной.

## Получение
Азид натрия обычно получают действием аммиака и оксида азота(I) на металлический натрий. Синтез проводят в два этапа. Сначала получают амид натрия:
{\displaystyle {\ce {2 Na + 2 NH3 -> 2 NaNH2 + H2}}}.
На полученный продукт действуют оксидом азота(I):
{\displaystyle {\ce {2 NaNH2 + N2O -> NaN3 + NaOH + NH3}}}.
Другой способ получения - взаимодействием нитрата натрия с амидом натрия:
{\displaystyle {\ce {NaNO3 + 3 NaNH2 -> NaN3 + 3 NaOH + NH3}}}.
Также продукт можно получить взаимодействием гидразина с нитритом натрия:
{\displaystyle {\ce {NaNO2 + N2H4 -> NaN3 + 2 H2O}}}.

## Применение

### Подушки безопасности автомобилей
При аварии с сильным ударом от столкновения срабатывает датчик ускорения, от сигнала этого датчика поджигается газообразующая смесь на основе азида натрия, при этом происходит реакция с большим выделением газообразного горячего азота:
{\displaystyle {\ce {2 NaN3 -> 2 Na + 3 N2}}}.
Такая же реакция происходит при нагревании соли до 250—300 °C. Образующийся в качестве побочного вещества металлический натрий сам по себе также опасен, и потому в автомобильных подушках безопасности нейтрализуется такими веществами, как нитрат калия или соединениями кремния. В последнем случае образуется силикат натрия. Сообщений о вреде подобных систем не зарегистрировано.

### Органический синтез
Азид натрия используется для синтеза органических азидов (например, метилазида, циануртриазида), как источник азотистоводородной кислоты для синтеза Шмидта.

### Неорганический синтез
Азид натрия используется как исходное вещество для получения других азидов, например, азида свинца и азида серебра, используемые в качестве инициирующих взрывчатых веществ.
Также применяется для получения особо чистого азота, чистого металлического натрия.
Часто используется как удобный для хранения источник азотистоводородной кислоты для различных синтезов.

### Биология и медицина
Азид используется в медицине как пробный реагент, мутаген и консервант.

## Свойства
При комнатной температуре реагирует с галогенами, нитритами щелочных металлов.
При взаимодействии с сильными кислотами выделяет азотистоводородную кислоту:
{\displaystyle {\ce {H2SO4 + NaN3 -> HN3 + NaHSO4}}}.
Водные растворы содержат незначительные количества кислоты:
{\displaystyle {\ce {N3^{-}{}+H2O<->HN3{}+OH^{-}~}}} {\displaystyle (K=10^{-4{,}6})}.
Азид разлагается при действии на него раствором азотистой кислоты:
{\displaystyle {\ce {2 NaN3 + 2 HNO2 -> 3 N2 + 2 NO + 2 NaOH}}}.
Растворы азида натрия следует считать опасными и, если в них нет необходимости, нейтрализовать действием окислителей. Следует избегать воздействия на растворы азида натрия кислот, так как это ведёт к выделению летучей, токсичной и взрывоопасной азотистоводородной кислоты. Описаны случаи взрывов при сливании раствора азида в канализацию, за счёт образования азида меди (опасного взрывчатого вещества) и азидов других тяжёлых металлов (в частности, железа и свинца). Описан случай взрыва системы, состоявшей из водного раствора азида натрия и слоя дихлорметана (возможно из-за образования диазидометана).

## Токсичность
Азид натрия высокотоксичен, симптоматика схожа с той, что имеет место при отравлении цианидом. Большие дозы могут привести к летальному исходу.

### Симптомы отравления у животных
При отравлении азидом натрия у крыс начинается апатия, тремор конечностей, судороги, цианоз, снижение температуры тела, резкое угнетение дыхания, кома и смерть; у выживших — выпадение шерсти, нефрит. На вскрытии — повреждение миокарда, отёк лёгких и различные кровоизлияния, вакуолизация и жировая дистрофия печени, некрозы в ткани мозга, вакуолизация митохондрий. Ультраструктурные изменения сходны с теми, которые наблюдаются при гиповитаминозе В1. При нанесении азида натрия на спину кроликов можно заметить нарушение вестибулярной хронаксии, снижение подвижности.

### Симптомы отравления у человека
При отравлении азидом натрия у человека уже через 5 минут начинается удушье и сильное сердцебиение, через 1,5—4 часа наблюдается слабость, тошнота, падение кровяного давления, сильный понос со слизью, одышка. Смерть наступает в течение периода от 40 минут до 12 часов. На вскрытии явно виден отёк лёгких, многочисленные кровоизлияния в слизистые оболочки внутренних органов, отёк мозга.
Известны случаи отравления азидом натрия, как умышленные, так и неумышленные. Серийный убийца Вячеслав Соловьев использовал азид натрия для убийства своей жены. Также в августе 2009 года сотрудникам одной лаборатории Гарвардского университета потребовалась госпитализация после того, как они выпили кофе из автомата рядом с рабочим помещением. Они испытывали пониженное давление и звон в ушах; один сотрудник упал в обморок. По данным лабораторных исследований, причиной стал азид, попавший в кофе.